# اینک آخرالزمان (مجموعه تلویزیونی)
اینک آخرالزمان (به انگلیسی: Now Apocalypse) مجموعه‌ای تلویزیونی کمدی محصول کشور آمریکا است که به مدت یک فصل با ده قسمت از ۱۰ مارس تا ۱۲ ماه مه ۲۰۱۹ در استارز پخش شد. گرگ آراکی و کارلی سیورتینو این مجموعهٔ تلویزیونی را نوشته‌اند. آراکی در کنار استیون سودربرگ و گرگوری جیکوبز کارگردان و تهیه‌کننده اجرایی هم بود. استارز این سریال را در تاریخ ۲۶ ژوئیه ۲۰۱۹ کنسل کرد. این سریال در طی ۴۰ روز فیلمبرداری شد.

## کلیّت داستان
اولیسس، دوستانش کارلی و فورد و دوست دختر فورد سِوِرین در لس آنجلس به دنبال عشق، سکس و شهرت می‌گردند. اولیسس که با خواب‌هایی ترسناک و پیش‌گویانه دست‌وپنجه نرم می‌کند، به فکر آن است که آیا آخرِ دنیا فرا رسیده‌است یا فقط او بر اثر ماریجوانا چنین توهم‌هایی دارد.

## بازیگران و شخصیت‌ها

### شخصیت‌های اصلی
- اون جوگیا در نقش اولیسس زین
- کلی برگلند در نقش کارلی کارلسون
- بو میرچف در نقش فورد هاستد
- روکسان مسکیدا در نقش سورین بوردو

### دیگر شخصیت‌ها
- اوان هارت در نقش لارس
- تیلور هارت در نقش کلاوس
- تایلر پوزی در نقش گابریل
- دزموند چیم در نقش جترو
- کوین دنیلز در نقش بارناباس
- گریس ویکتوریا کوکس در نقش امبر
- مری‌لین رایسکوب در نقش فرانک
- کریس آکویلینو در نقش کای
- آورا فریدمن در نقش مجنتا
- هنری رالینز در نقش میچل کنت
- آرجی میته در نقش لایف
- جیکوب آرتیست در نقش آیزاک
- جیمز دووال در نقش مرد بی خانمان

## قسمت‌ها
| قسمت | عنوان                        | تاریخ پخش     |
| ---- | ---------------------------- | ------------- |
| ۱    | این آغاز پایان است           | ۱۰ مارس ۲۰۱۹  |
| ۲    | ذهن من کجاست؟                | ۱۷ مارس ۲۰۱۹  |
| ۳    | قوانین جذب                   | ۲۴ مارس ۲۰۱۹  |
| ۴    | مارپیچ رو به پایین           | ۳۱ مارس ۲۰۱۹  |
| ۵    | غریبه از بهشت                | ۷ آوریل ۲۰۱۹  |
| ۶    | کنترلش را از دست داده        | ۱۴ آوریل ۲۰۱۹ |
| ۷    | هرجای دیگری خارج از این جهان | ۲۱ آوریل ۲۰۱۹ |
| ۸    | لذت‌های ناشناخته              | ۲۸ آوریل ۲۰۱۹ |
| ۹    | در اینجا ناپدید شوید         | ۵ مه ۲۰۱۹     |
| ۱۰   | همه چیز برای همیشه رفته‌است   | ۱۲ مه ۲۰۱۹    |

## بازخورد
سریال با نظر مثبت منتقدان همراه بود و در زمینه اجرای تیم بازیگری، طنز و کارگردانی نقدهای مثبتی دریافت کرد، هرچند که برخی از منتقدان از تأمل فلسفی سریال انتقاد کردند.